# Quest for Glory V: Dragon Fire
Quest for Glory V: Dragon Fire è un'avventura grafica/videogioco di ruolo sviluppata da Lori Ann Cole e pubblicato dalla Sierra On-Line nel 1998. Quest for Glory V: Dragon Fire è stato sviluppato per i sistemi Microsoft Windows e Mac OS ed è l'ultimo episodio della serie Quest for Glory.